# Forcipomyia bipunctata
Forcipomyia bipunctata är en tvåvingeart som först beskrevs av Carl von Linné 1767.  Forcipomyia bipunctata ingår i släktet Forcipomyia och familjen svidknott. Arten har ej påträffats i Sverige. Inga underarter finns listade i Catalogue of Life.